# Kap Gazert
Kap Gazert ist ein Kap an der Westküste der Insel Heard. Es liegt am Ende einer felsigen Landspitze, welche die Südseite der South West Bay bildet.
Auf Kartenmaterial des US-amerikanischen Robbenfängerkapitäns H. C. Chester aus dem Jahr 1860 ist das Kap als Green Point verzeichnet. Der heute gültige Name geht auf die deutsche Gauß-Expedition (1901–1903) unter der Leitung des Polarforschers Erich von Drygalski zurück. Namensgeber ist Hans Gazert (1870–1961), Arzt der Forschungsreise.